# Aeródromo de El Platanar
El Aeródromo de El Platanar (OACI: MSPT) es un aeródromo que sirve a la ciudad de El Platanar en el departamento de San Miguel en El Salvador.
La pista de aterrizaje es de césped con una longitud de 1.000 metros y está ubicada a un kilómetro al noroeste de la ciudad.
El pueblo de El Platanar está ubicado a 16 kilómetros al noroeste de San Miguel, la capital del departamento.